# FBXL3
 Белковый LRR-повтор 3 F-бокса  — белок, кодируемый у человека геном  FBXL3 .

## Функция
Этот ген кодирует члена семейства белков F-бокса, которое характеризуется мотивом приблизительно 40 аминокислот. Белки F-бокса представляют собой один из четырех субъединиц комплекса убикитинлигаз белка под названием SCF (SKP1-Cullin-F-box), в котором функция фосфорилирования зависит от убиквитинирования. Белки F-бокса делятся на 3 класса: Fbws, содержащие повторы WD40, Fbls, содержащий богатые лейцином повторы, и Fbxs содержащие либо различные модули белок-белковых взаимодействий либо неопознаваемые мотивы. Белок, кодируемый этим геном принадлежит к классу Fbls и, в дополнение к F-боксу, содержит несколько тандемных богатых лейцином повторов и локализуется в ядре.

## Взаимодействия
FBXL3, как было выявлено, взаимодействуют с SKP1A.